# Cyclomedusa
Cyclomedusa es un fósil circular de la biota de Ediacara considerado un medusoide precámbrico, aunque anteriormente se pensó que era una medusa. Posee en el medio un bulto redondo con hasta cinco crestas de crecimiento circular a su alrededor. Tiene forma de disco con muchas líneas de segmentos radiales que se extienden hasta los bordes.
Muchos especímenes son pequeños, pero se conocen algunos de más de 20 cm. Algunos ejemplares muestran lo que podría ser un tallo que se extiende desde el centro en una dirección u otra. Son circulares, pero algunos especímenes parecen estar distorsionados para acomodar especímenes adyacentes en el sustrato, lo que aparentemente indica una criatura bentónica (que vive en el fondo).
Se cree que podrían ser los animales más antiguos. Al igual que otros medusoides precámbricos, su filiación es enigmática. Se le consideró una medusa, pero las marcas no coinciden con el patrón de la musculatura de las medusas modernas. Alternativamente se especuló que fuera algún otro tipo de cnidario (Octocorallia), una colonia microbiana, sin parientes conocidos, o podría estar relacionado con los vendozoos de la fauna de Ediacara.
Ha sido encontrado en los yacimientos precámbricos de Australia, Noruega, Inglaterra, Rusia, China, Canadá, Ucrania y México.

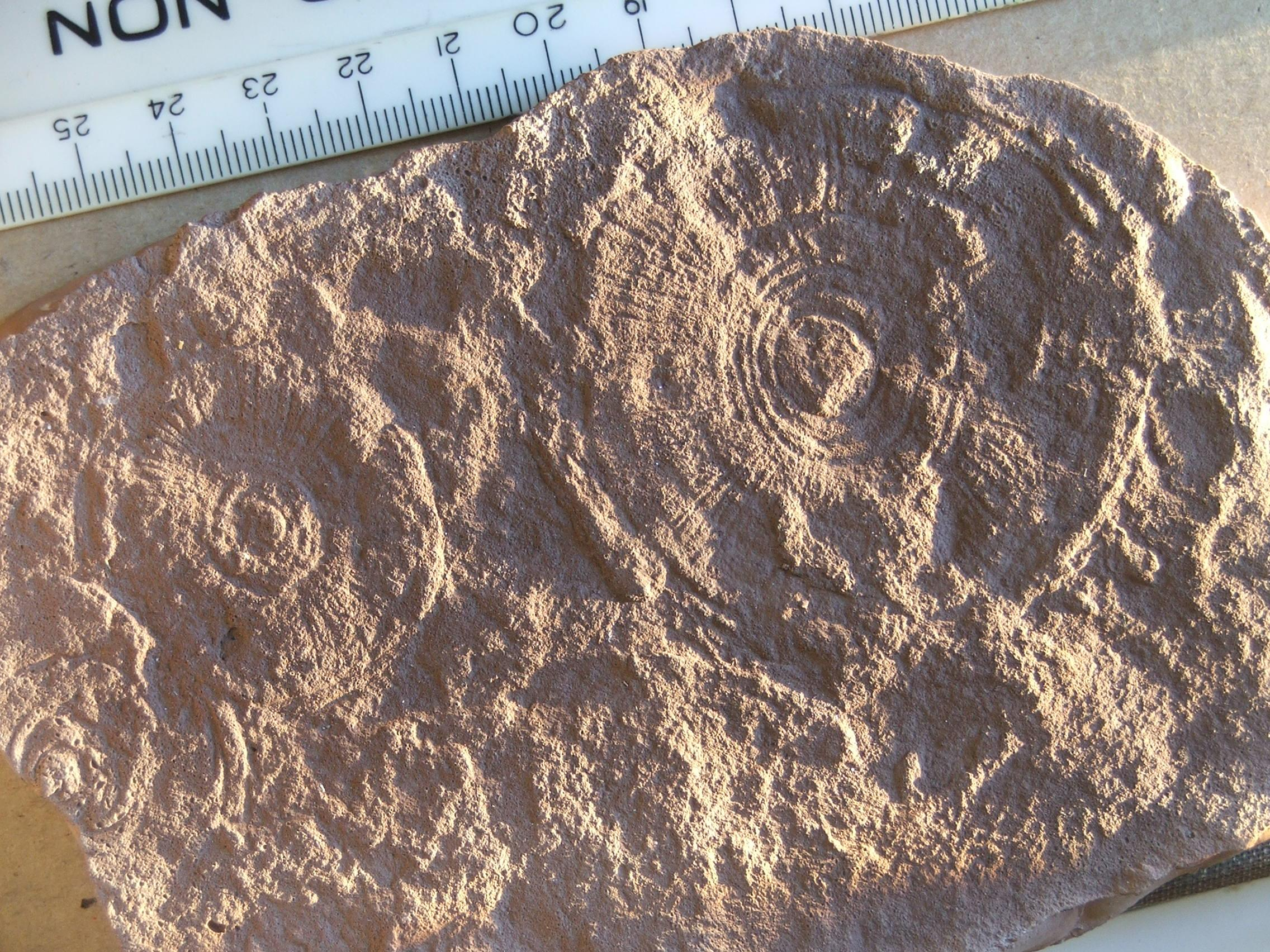
Fósiles de Cyclomedusa.